# Wagi jezik
Wagi jezik (foran, furan, kamba, mis-kemba; ISO 639-3: fad), transnovogvinejski jezik iz Papue Nove Gvineje, kojim govori 3 380 ljudi (2003 SIL) u selima Mis, Kamba, Foran, Kauris i Silibob na sjeverozapaddu provincije Madang.
Pripada Hansemanskoj podskupini Croisilleskih jezika. Najsličniji mu je možda jezik nobonob [gaw]. Pripadnici plemena Wagi koriste se i tok pisinom [tpi] (sve više u upotrebi), ari [aac] i Nobonob [gaw]

## Vanjske poveznice
- Ethnologue (14th)
- Ethnologue (15th)